# Бебрина
Бебрина (на хърватски: Bebrina) е село и община в Бродско-посавска жупания, Хърватия.
Според преброяването от 2011 г. има 3252 жители, 95,4 % от които хървати и 2,5 % украинци.